# Ferrari 312B2
Der Ferrari 312B2 war ein Formel-1-Rennwagen, den die Scuderia Ferrari von 1971 bis 1973 in der Formel-1-Weltmeisterschaft einsetzte.

## Entwicklungsgeschichte
1971 wurde der 312B überarbeitet und zum 312B2. Der neue Scuderia-Rennwagen hatte glattere Linien als sein Vorgänger und eine innenliegende hintere Aufhängung. Der Zwölfzylinder-180°-V-Motor wurde überarbeitet und leistete jetzt 485 PS bei 12.500/min. Der 312B2 gab beim Großen Preis von Monaco sein Renndebüt.

## Renngeschichte
Die drei Werksfahrer Jacky Ickx, Clay Regazzoni und Mario Andretti hatten das ganze Jahr über Probleme mit dem Fahrverhalten, das im Wesentlichen durch die Reifen verursacht wurde, die nur schwer auf die nötige Betriebstemperatur gebracht werden konnten. Ickx wechselte beim Großen Preis von Italien sogar auf den 312B zurück, fiel aber mit Motorschaden aus.
1971 konnte die Scuderia mit dem 312B2 nur einen Sieg einfahren. Ickx triumphierte beim verregneten Großen Preis der Niederlande, da im Regen die Reifenproblematik keine Rolle spielte.
1972 wurde der Wagen an den Aufhängungen modifiziert. Auch der Motor wurde erneut überarbeitet, um die Leistung um weitere 10 PS (7 kW) zu steigern. Dennoch war der 312B2 der Konkurrenz von Tyrrell und Lotus klar unterlegen. Nur beim Großen Preis von Deutschland am Nürburgring konnte die Scuderia einen Sieg erzielen. Allerdings war das vor allem dem fahrerischen Können Jacky Ickx’ zuzuschreiben. Der 312B2 wurde auch bei den ersten Rennen 1973 noch eingesetzt und ab dem Großen Preis von Spanien durch den 312B3 ersetzt.

## Galerie

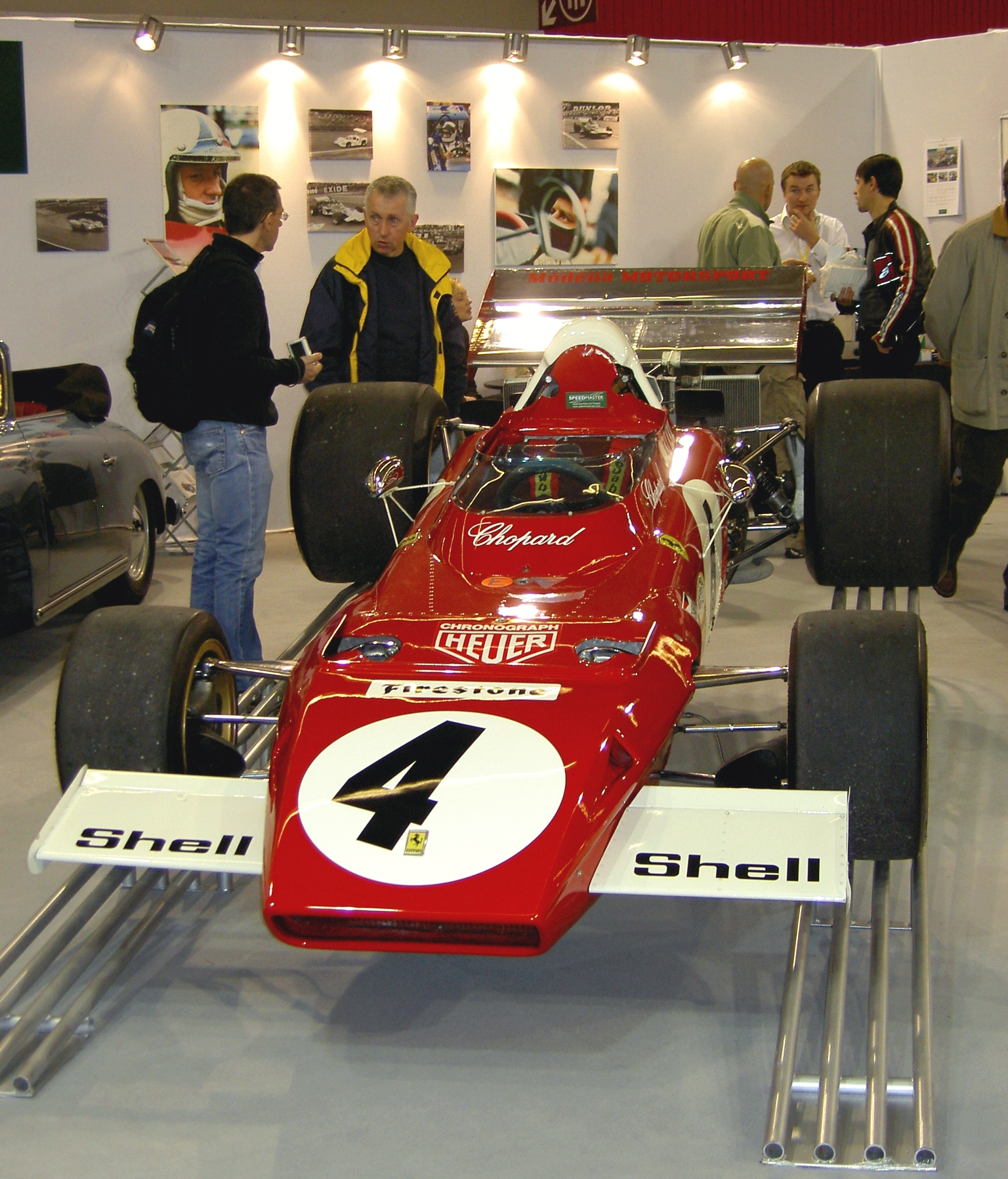
Ferrari 312B2
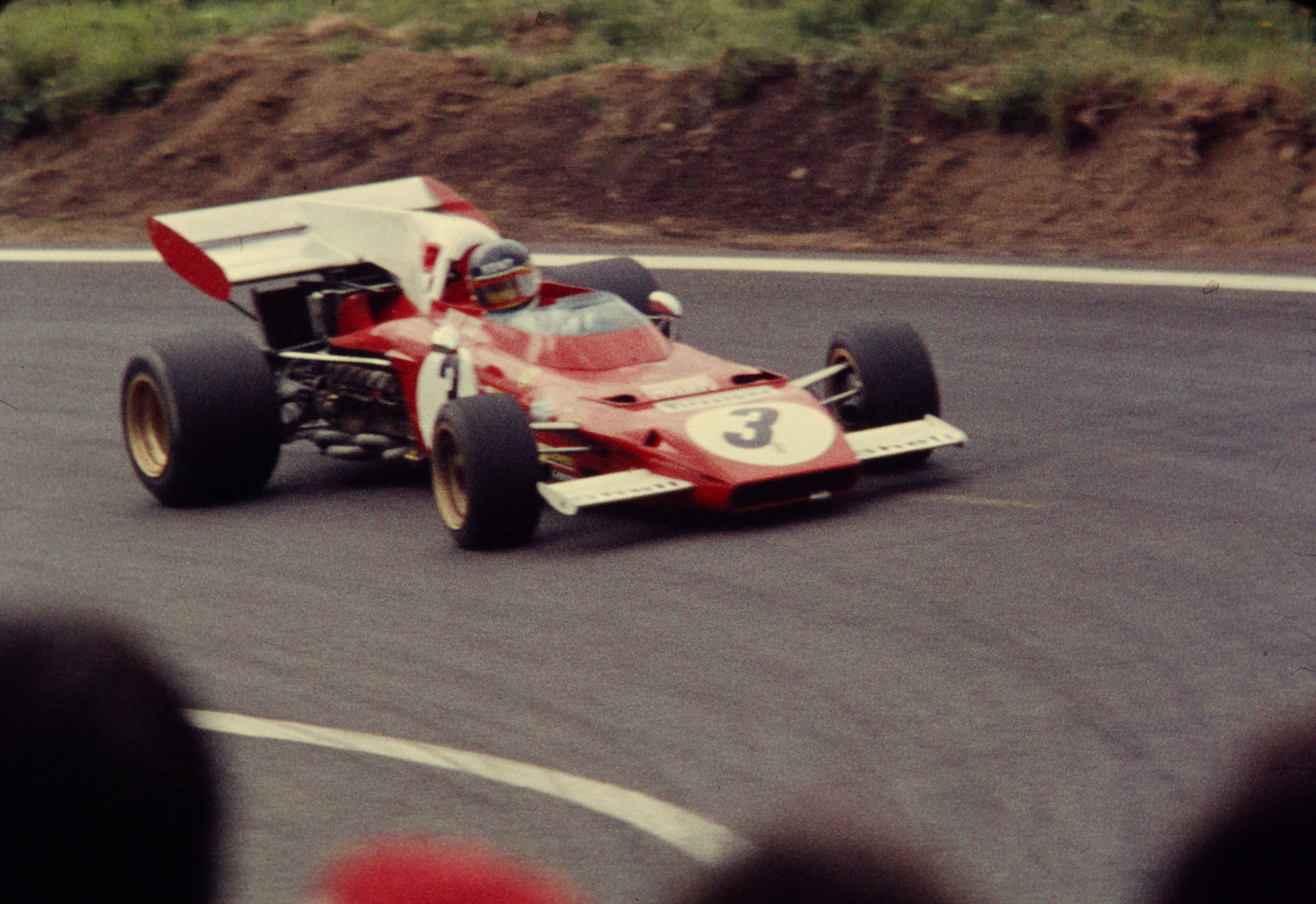
Jacky Ickx im 312B2 beim Großen Preis von Frankreich 1972
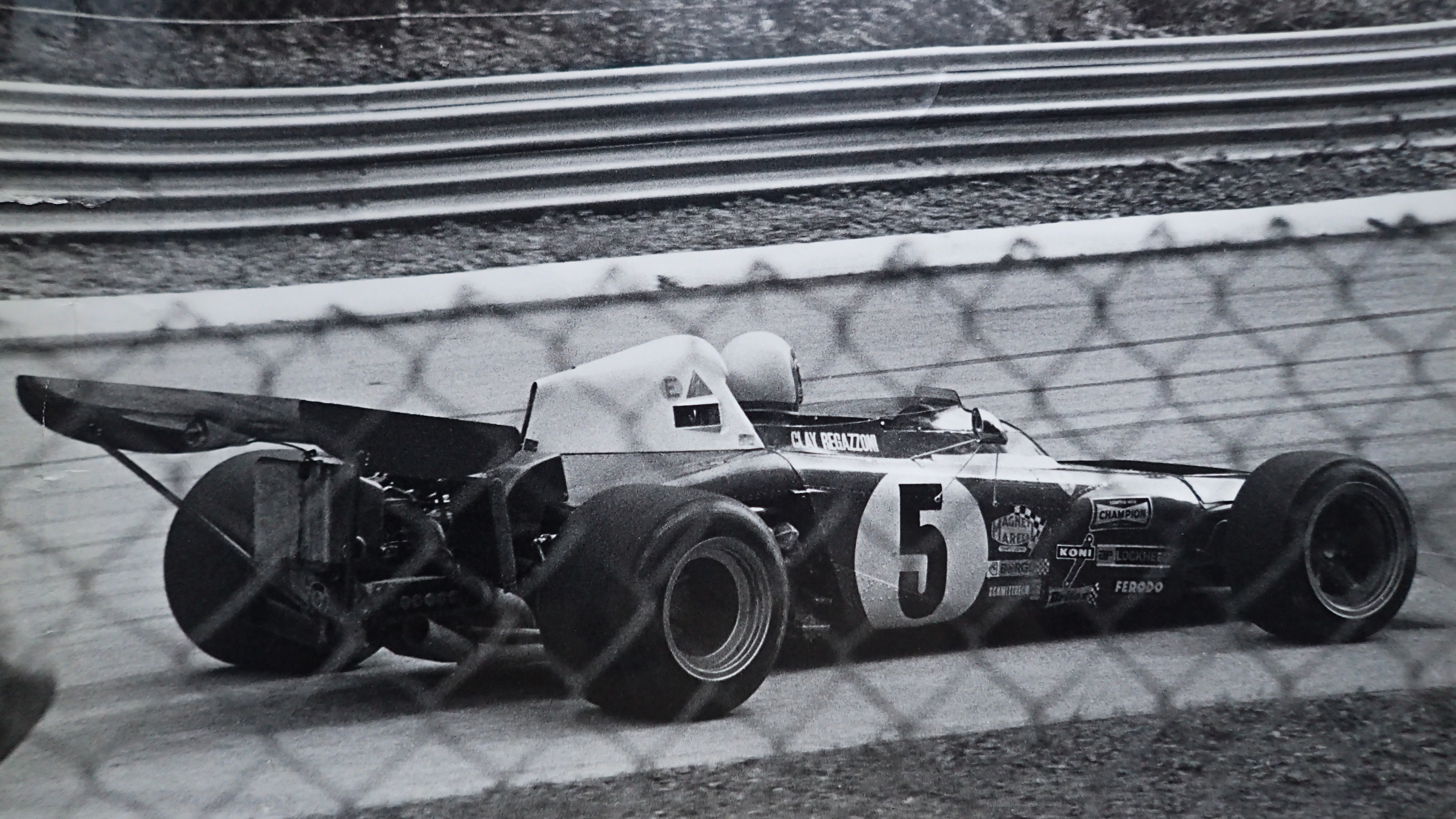
Clay Regazzoni im 312B2 beim Großen Preis von Italien 1972
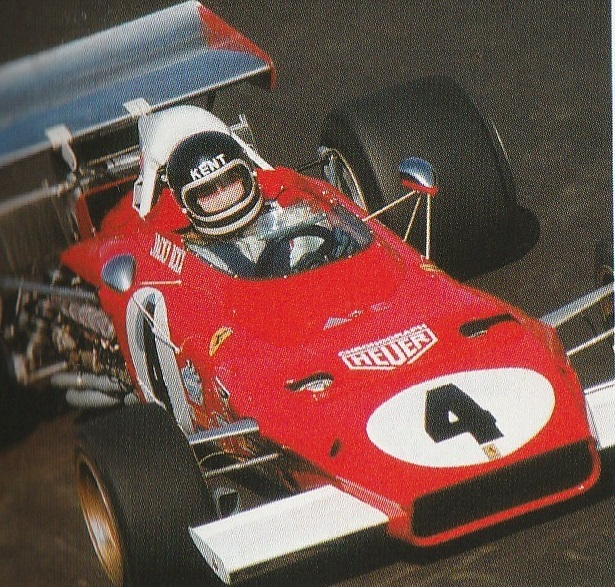
Jacky Ickx beim selben Rennen im 312 des Vorjahres
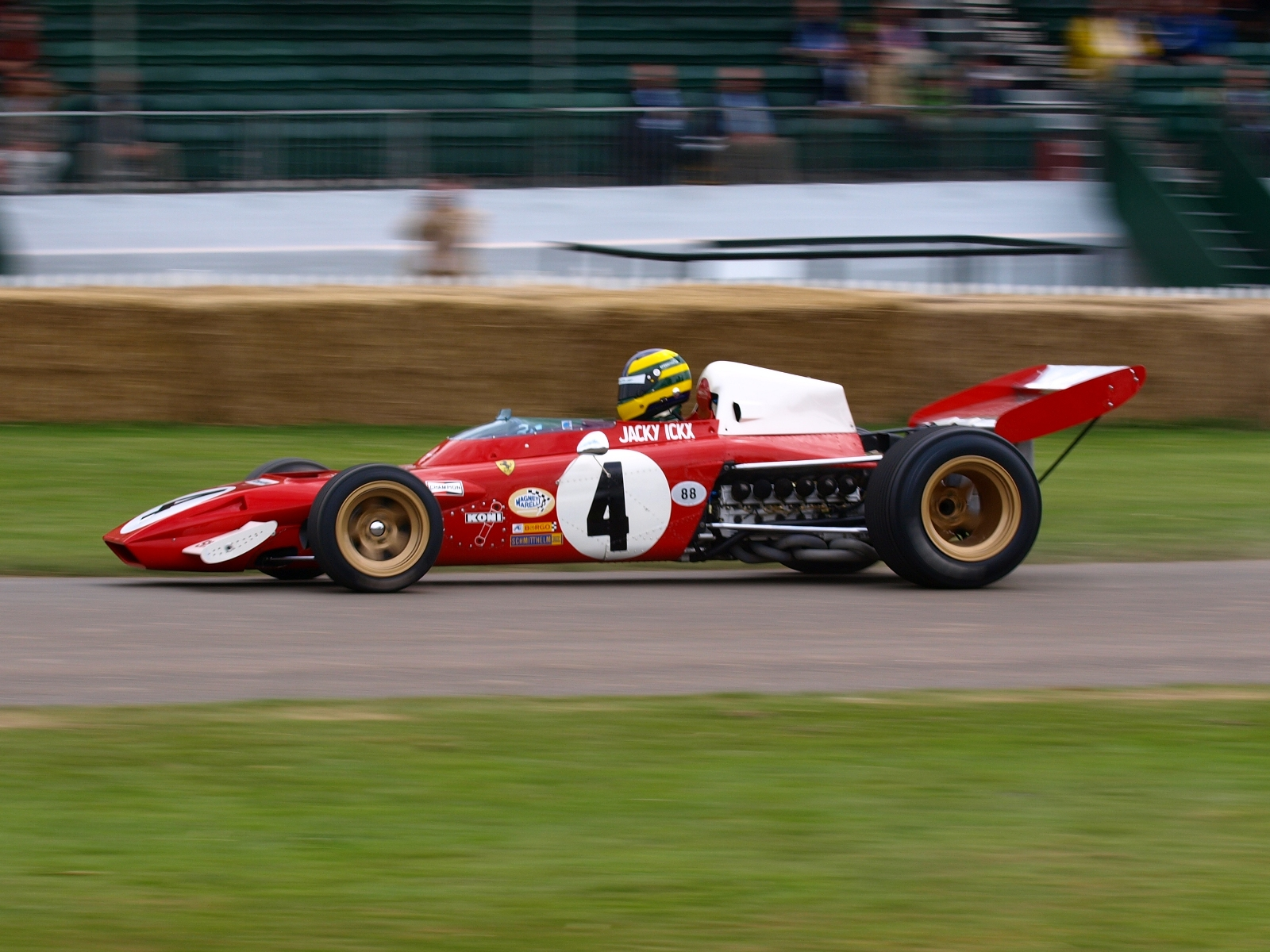
Bruno Senna beim Goodwood Festival of Speed 2008

## Technische Informationen
| Fahrwerk                                 | |
| Rahmen                                   | Semi-Monocoque-Stahlrohrchassis mit genieteten Aluminiumplatten, Motor unter Rahmenausleger mittragend                 |
| Aufhängung vorn                          | unabhängig an zwei Querlenkern ungleicher Länge, innenliegende Schraubenfedern über Teleskopstoßdämpfern, Stabilisator |
| Aufhängung hinten                        | unabhängig an zwei Querlenkern ungleicher Länge, Schraubenfedern über Teleskopstoßdämpfern, Stabilisator               |
| Bremsen                                  | Scheibenbremsen von Ferodo                                                                                             |
| Lenkung                                  | Zahnstange und Ritzel                                                                                                  |
| Tankvolumen                              | 233 Liter |
| Reifen vorn                              | 8,6-20-13 in |
| Reifen hinten                            | 13,5-24-15 in |
| Motor                                    | |
| Typ                                      | Ferrari Tipo 001 V12, 180°, Ottomotor (freisaugend)                                                                    |
| Bohrung / Hub                            | 80 × 49,6 mm |
| Hubraum pro Zylinder                     | 249,4 cm³ |
| Hubraum gesamt                           | 2993 cm³ |
| Verdichtung {\displaystyle \varepsilon } | 11,5 |
| Maximale Leistung                        | 346 kW (470 PS) bei 12.600/min                                                                                         |
| Spezifische Leistung                     | 115,65 kW·dm−3 (157 PS/l)                                                                                              |
| Ventiltrieb                              | zwei obenliegende Nockenwellen pro Zylinderbank, vier Ventile pro Zylinder                                             |
| Kraftstoffversorgung                     | Lucas indirekte Einspritzung                                                                                           |
| Schmierung                               | Trockensumpf |
| Kupplung                                 | Mehrscheibenkupplung                                                                                                   |
| Getriebe / Kraftübertragung              | 5-Gang + Rückwärtsgang                                                                                                 |